# Banks (wokalistka)
Jillian Rose Banks, znana jako BANKS (ur. 16 czerwca 1988 w Los Angeles) – amerykańska wokalistka i autorka tekstów piosenek, która zdobyła rozpoznawalność w 2013 roku, kiedy to jej utwór „Waiting Game” został wykorzystany w reklamie Victoria’s Secret. W tym samym roku artystka odbyła międzynarodową trasę z The Weekndem i została nominowana do nagrody BBC Sound of... 2014 oraz MTV Brand New Nominee. 3 maja tego samego roku zdobyła również tytuł „Artist To Watch” według Fox Weekly.

## Życiorys

### Początki kariery
Banks zaczęła tworzyć swoje utwory w wieku 15 lat, sama nauczyła się wówczas gry na fortepianie. Jak sama wyznaje, muzyka pomogła jej przeżyć rozwód rodziców, ponieważ czuła się wtedy bardzo samotna i przez dźwięki mogła wyrazić to, co czuje.

### 2013-2015:Goddess
W 2013 roku wokalistka zaczęła publikować swoje nagrania na stronach internetowych, m.in. na portalu muzycznym SoundCloud. Po zdobyciu dużej ilości słuchaczy, zaczęła współpracę z wytwórnią Good Years. Jej pierwszy oficjalny singiel, „Before I Ever Met You”, został wydany w lutym 2013 roku i był często grany w audycji DJ-a Zane’a Lowe’a w BBC Radio 1. Niedługo potem wokalistka wydała pod szyldem wytwórni Iamsound Records/Good Years swój pierwszy mini-album pt. Fall Over. We wrześniu ukazała się druga EP-ka BANKS, zatytułowana London. Magazyn Spin umieścił album na liście 50 albumów, których musisz przesłuchać w 2014. Jeden z utworów z płyty, „Waiting Game”, pojawił się w tym samym roku jako melodia przewodnia w reklamie bielizny Victoria’s Secret.
W sierpniu wokalistka została wybrana artystką tygodnia według magazynu Vogue, które uznało, że jej „twórczość oddaje uczucie straty i bezsilności w życiu”. Pod koniec roku została nominowana do nagród telewizji BBC (Sound of...) i MTV (Brand New Nominee). Wokalistka znalazła się także na liście największych nadziei 2014 roku m.in. serwisów muzycznych iTunes (New Artists for 2014) i Spotify (Artists Under the Spotify Spotlight for 2014), stacji telewizyjnej Fuse oraz dzienników: The Boston Globe i The Huffington Post.
Jesienią 2013 towarzyszyła w trasie koncertowej The Weeknda w Stanach Zjednoczonych i Wielkiej Brytanii. Po jej zakończeniu zapowiedziała własną brytyjską trasę, którą rozpoczęła w marcu 2014 roku. Wokalistka pojawiła się także podczas festiwali Coachella Music Festival (w kwietniu), Bonnaroo i Open’er Festival (w lipcu). We wrześniu nakładem wytwórni Harvest Records ukazał się jej debiutancki album studyjny pt. Goddess.

### 2015-2018:The Altar
4 listopada 2015 roku wokalistka wydała nowy singiel „Better” i zapowiedziała wydanie nowego albumu w styczniu 2016. Album jednak nie ukazał się.
12 lipca 2016 roku premierę miał singiel z nadchodzącego albumu, zatytułowany „Fuck With Myself”. 2 sierpnia, w serwisie iTunes artystka wydała utwór „Gemini Feed” oraz wraz z nim ujawniła tytuł, okładkę i listę utworów nowego albumu – The Altar. 19 sierpnia ukazał się kolejny z utworów płyty – „Mind Games”, zaś 16 września – „To The Hilt”. Płyta ukazała się w sprzedaży dnia 30 września. W serwisie Metacritic została nagrodzona bardzo wysokimi notami zarówno przez krytyków muzycznych, jak publikę. Recenzentom przypadła do gustu mroczność i dojrzałość ukazana w utworach albumu. Wiele osób podkreślało całkowite wykorzystanie przez artystkę jej wokalnych możliwości. Krążek otrzymał jednak również średnie recenzje. Krytycy serwisu Pitchfork wskazywali na niejednorodność albumu oraz brak dostatecznego ugruntowania przez artystkę jej niezależności, będącej przedmiotem wielu piosenek albumu. 18 stycznia 2017 roku, premierę miał teledysk do utworu „Trainwreck”.

## Dyskografia
| Goddess                                 | - Data: 8 września 2014 - Wydawca: Harvest Records  | 12 | 8  | 32 | 17 | 18 | 75 | 20 |
| The Altar                               | - Data: 30 września 2016 - Wydawca: Harvest Records | 17 | 12 | –  | 8  | 18 | 77 | 24 |
| III                                     | - Data: 12 lipca 2019 - Wydawca: Harvest Records    | 21 | 7  | –  | 25 | –  | –  | 57 |
| „–” oznacza, że album nie był notowany. |                                                     |    |    |    |    |    |    |    |